# 塞佩
塞佩（法語：Cépet，法語發音：[sepɛ]）是法国上加龙省的一个市镇，属于图卢兹区。

## 地理
塞佩（43°44'59"N, 1°25'52"E）面积7.11 平方千米，位于法国奧克西塔尼大區上加龙省，该省份为法国西南部内陆省份，西南端与西班牙接壤，自此顺时针与上比利牛斯省、热尔省、塔恩-加龙省、塔恩省、奥德省和阿列日省接壤。
与塞佩接壤的市镇（或旧市镇、城区）包括：布洛克新城、布吕吉耶尔、格拉唐图尔、圣塞尔南堡、圣索沃尔。

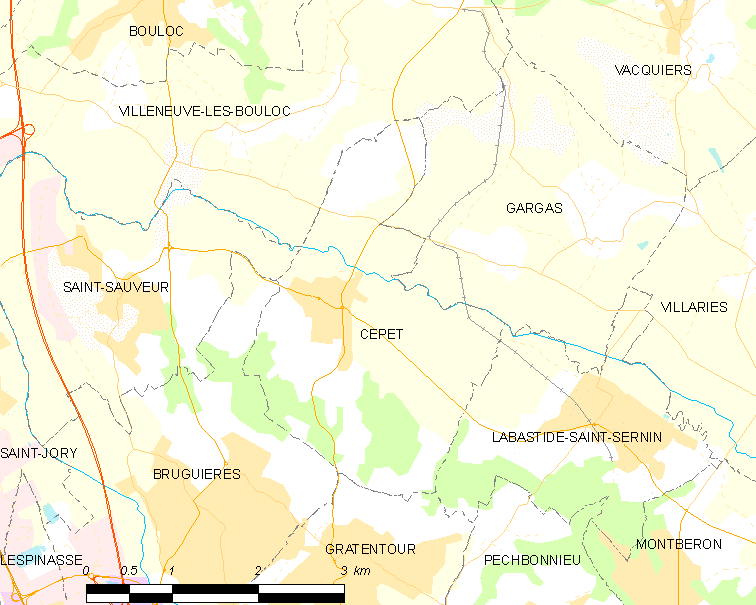
塞佩的OSM定位图

塞佩的时区为UTC+01:00、UTC+02:00（夏令时）。

## 图集

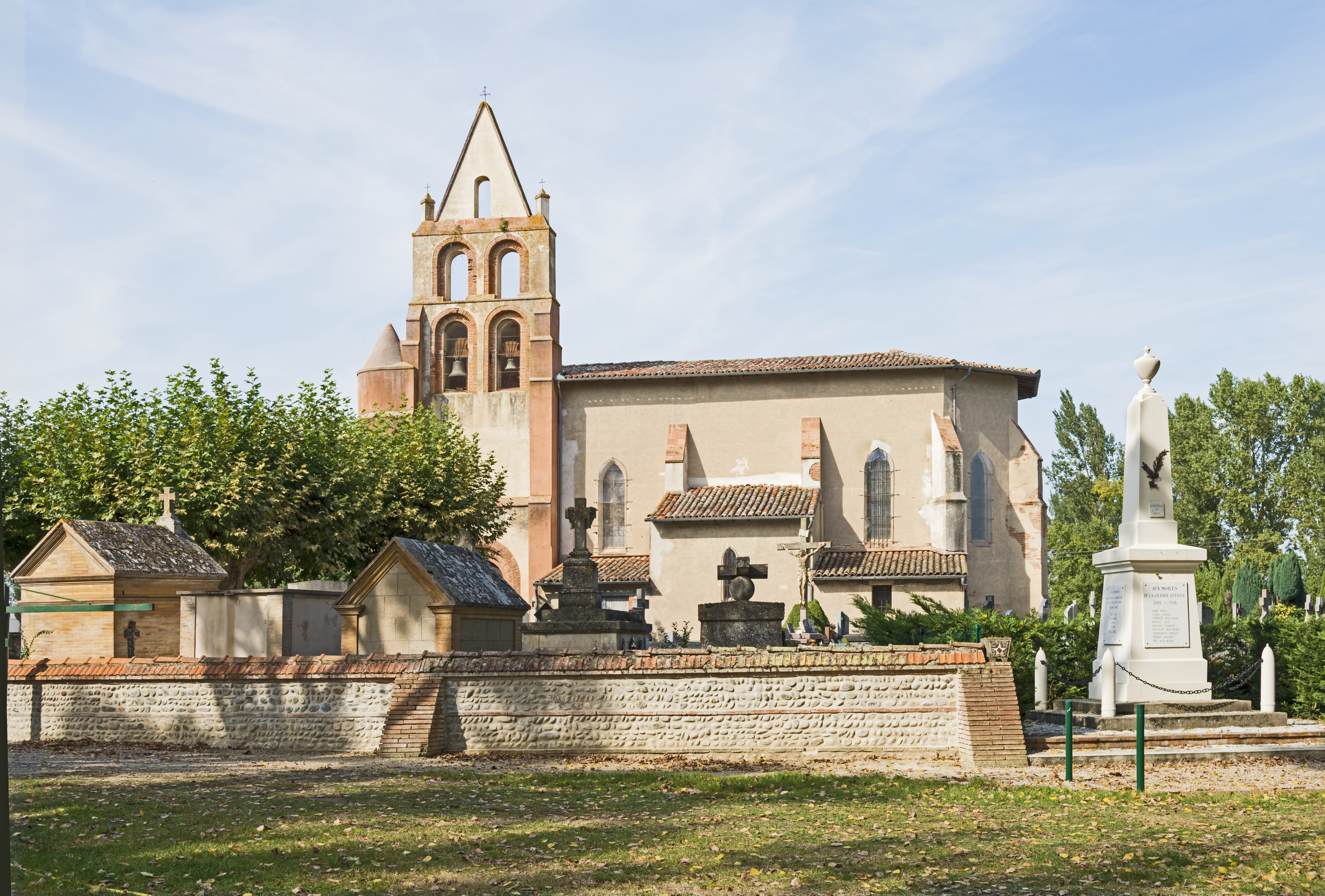

## 行政
塞佩的邮政编码为31620，INSEE市镇编码为31136。

## 政治
塞佩所属的省级选区为塔恩河畔维勒米尔县。

## 人口

1962-2008年间塞佩人口变化图示

塞佩于2022年1月1日时的人口数量为2325人。